# Buckler (wielerploeg)
Buckler is een voormalige professionele wielerploeg met een Nederlandse licentie die bestond van 1990 tot en met 1992. 
Het is de voortzetting van Superconfex-Yoko van ploegleider Jan Raas. De ploeg heeft met name in Spanje veel gedaan voor de naamsbekendheid van het biermerk Buckler, waar dit een groot commercieel succes is geworden. Dit in tegenstelling tot Nederland, waar het alcoholvrije merk van de markt werd gehaald, mede als gevolg van uitlatingen over Buckler in een oudejaarsconference van Youp van 't Hek. De wielerploeg werd in 1993 voortgezet in de formatie van WordPerfect.

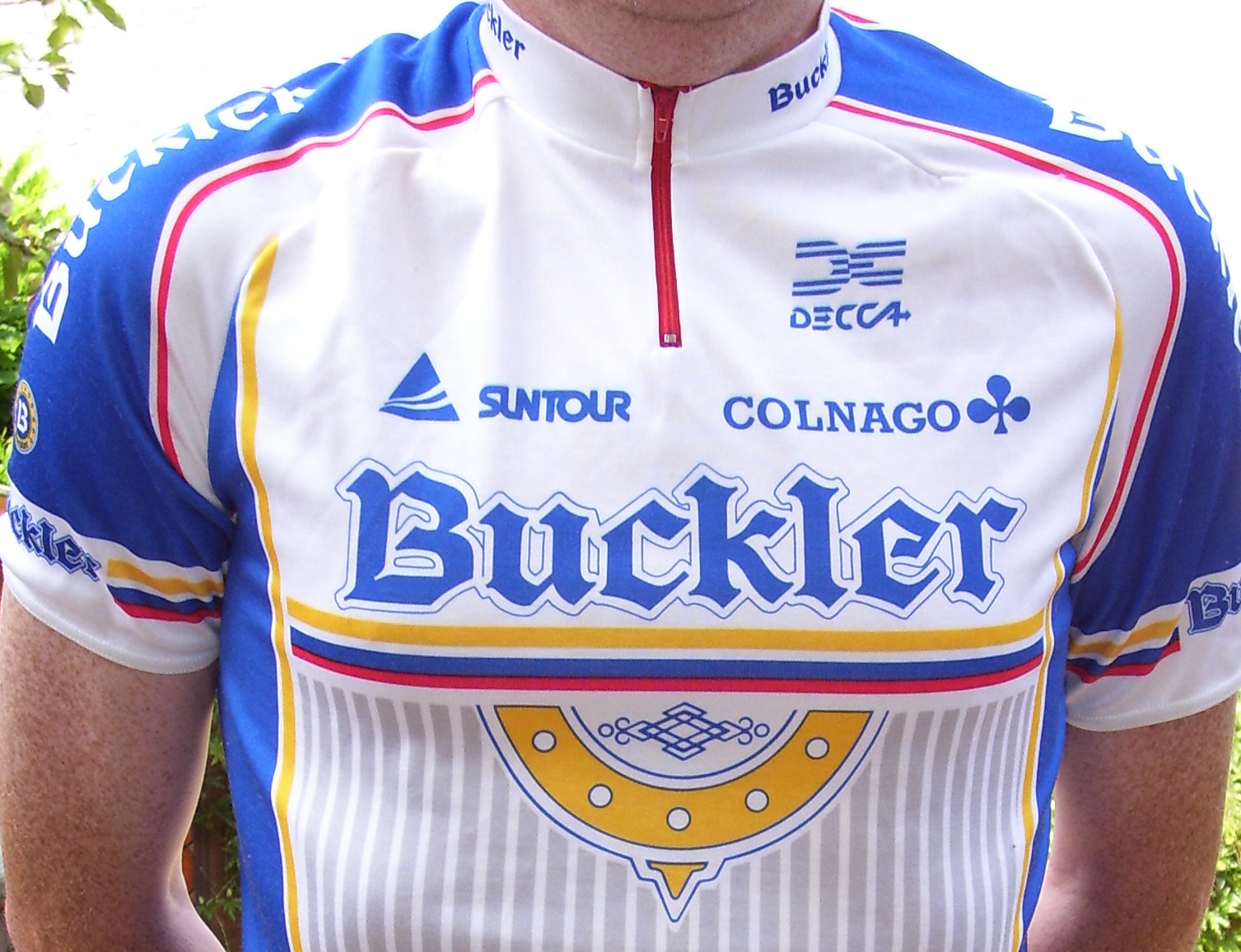
Shirt van de Buckler wielerploeg

## Belangrijkste overwinningen
1990
- NK op de weg, Elite, Nederland Peter Winnen
- Trofeo Baracchi, Tom Cordes met Rolf Gölz
- Brabantse Pijl, Frans Maassen
- Eindklassement Ster van Bessèges, Frans Maassen
- Grote Prijs Eddy Merckx, Frans Maassen
- Eindklassement Ronde van België, Frans Maassen
- Binche-Doornik-Binche, Jelle Nijdam
- Eindklassement Ronde van Nederland, Jelle Nijdam
- Rundum Köln, Noël Segers
- Dwars door België, Edwig Van Hooydonck
- Ploegenklassement Ronde de l'Oise, Eric Vanderaerden, Marco van der Hulst, en Gerrit Solleveld

1991
- NK op de weg, Elite, Nederland, Steven Rooks
- Brabantse Pijl, Edwig Van Hooydonck
- Dwars door België, Eric Vanderaerden
- Eindklassement Driedaagse van De Panne, Jelle Nijdam
- Ronde van Vlaanderen Edwig Van Hooydonck
- Amstel Gold Race, Frans Maassen
- Eindklassement Ronde van Nederland, Frans Maassen
- Grote Prijs Libération (ploegentijdrit)
- Ronde van Midden-Zeeland, Wiebren Veenstra
- Veenendaal-Veenendaal, Wiebren Veenstra
- Omloop Mandel-Leie-Schelde, Wilco Zuijderwijk

1992
- Rundum Köln, Erik Dekker
- Eindklassement Driedaagse van De Panne, Frans Maassen
- Grote Prijs Eddy Merckx, Jelle Nijdam
- Eindklassement Ronde van Nederland, Jelle Nijdam
- GP d'Ouverture, Edwig Van Hooydonck
- GP de Denain, Edwig Van Hooydonck
- Tour de la Haute-Sambre, Edwig Van Hooydonck
- GP Wielerrevue, Eric Vanderaerden